# Gaël Prévost
Gaël Prévost, född 8 mars 1994, är en fransk bågskytt. Han deltog vid olympiska sommarspelen 2012.